# Johann Martin von Eyb
Johann Martin von Eyb (né le 30 août 1630 à Mörnsheim, mort le 6 décembre 1704 à Herrieden) est prince-évêque d'Eichstätt de 1697 à sa mort.

## Biographie
Johann Martin vient de la maison d'Eyb (de), qui s'occupe depuis 1533 des donations du diocèse princier d'Eichstätt en droit des successions. Il est le fils de Heinrich Konrad von Eyb, Rechtspfleger du diocèse à Mörnsheim, et de son épouse Margarethe Susanna von Thürheim (de). Il suit sa scolarité au gymnasium jésuite d'Eichstätt, au Collegium Willibaldinum et à l'université de Dillingen (de).
Le 25 juin 1646, il est assermenté chanoine à Eichstätt et le 7 mai 1649 à Augsbourg. Après de longs voyages en Allemagne et en Italie, le 9 mars 1655, il intègre le chapitre de la cathédrale d'Eichstätt ; il est notamment doyen scolastique et doyen de la cathédrale de  1678 à 1686. Sept ans plus tard, il est ordonné prêtre. Il est l'aumônier principal de l'hôpital de l'abbaye du Saint-Esprit d'Eichstätt (de). Il démissionne de la fonction de doyen de la cathédrale d'Eichstätt, vers 1686 pour assumer la plus haute fonction du chapitre d'Augsbourg, celle de prévôt de la cathédrale. Il reste dans cette fonction jusqu'à son ordination épiscopale.
Malgré son âge avancé, 66 ans, il est élu à l'unanimité évêque d'Eichstätt par le chapitre de la cathédrale d'Eichstätt le 16 avril 1697 et consacré le 8 juin 1698. Il tient son épiscopat plutôt calmement, donnant à son clergé des directives pour la prédication, la catéchèse et l'école avec la Puncta synodalia, complète l'aile ouest de la résidence par le maître d'œuvre Jakob Engel (de) et fait reconstruire l'hôpital de l'abbaye du Saint-Esprit d'Eichstätt, qui avait été dévasté par les Suédois en 1634. Après son inauguration en 1703, pendant la guerre de Succession d'Espagne, il doit fuir les Français à l'abbaye de Herrieden et à la forteresse de Forchheim (de). Au moment de revenir à Eichstätt, il meurt à Herrieden et est inhumé le 22 décembre 1704 dans la chapelle latérale nord de la cathédrale d'Eichstätt, où se trouve également son monument funéraire. Ses entrailles sont posées dans la collégiale de Herrieden, son cœur est enterré devant le maître-autel de l'église de l'hôpital d'Eichstätt. Dans son testament, rédigé en 1699, il donne son héritage à l'hôpital d'Eichstätt.
L'évêque auxiliaire de Freising François-Ignace-Albert de Werdenstein (de) et le prince-évêque de Fulda Heinrich von Bibra (de) sont ses grands-neveux.